# Balão de ar quente

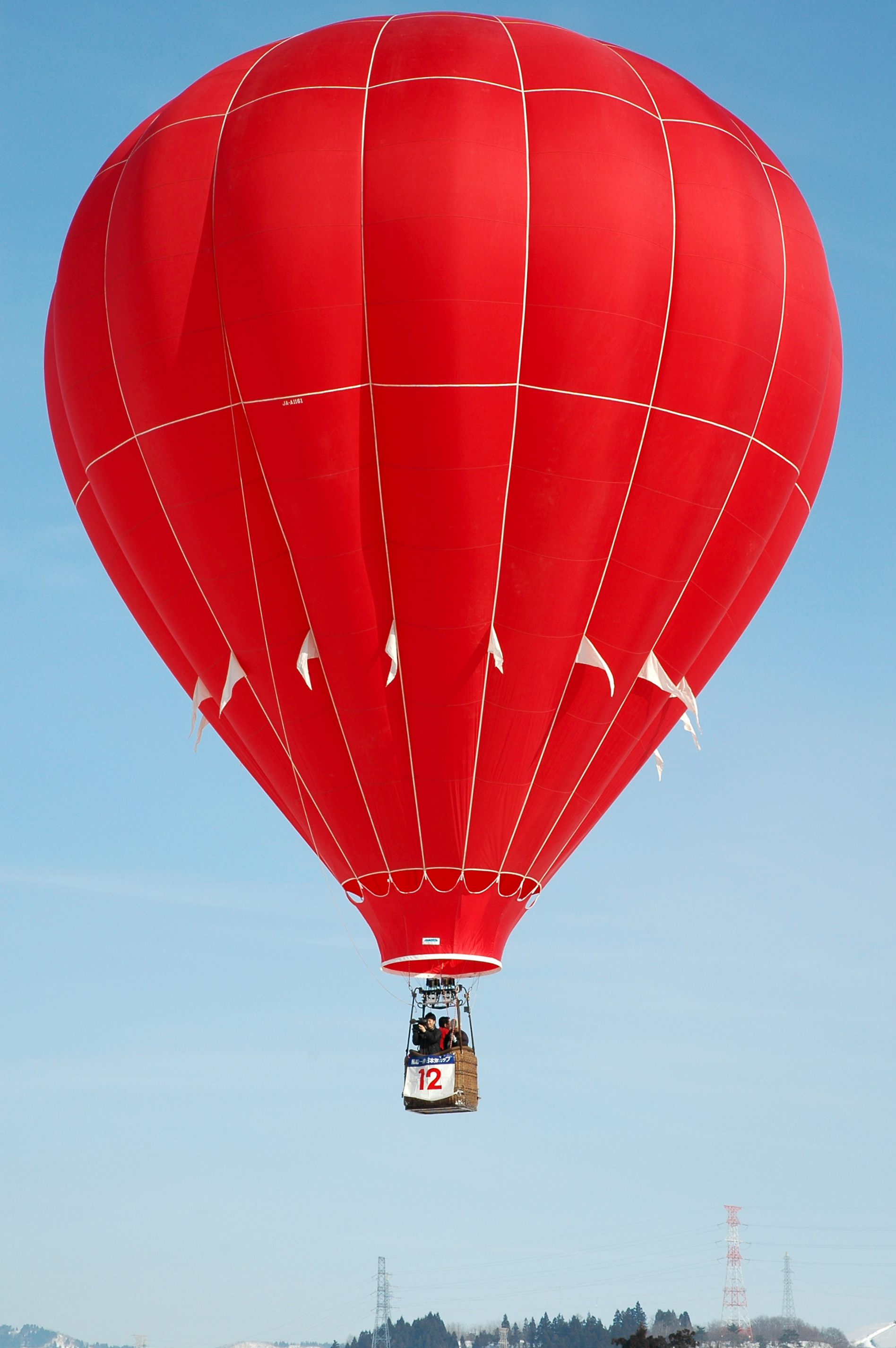
Balão de ar quente em pleno voo.

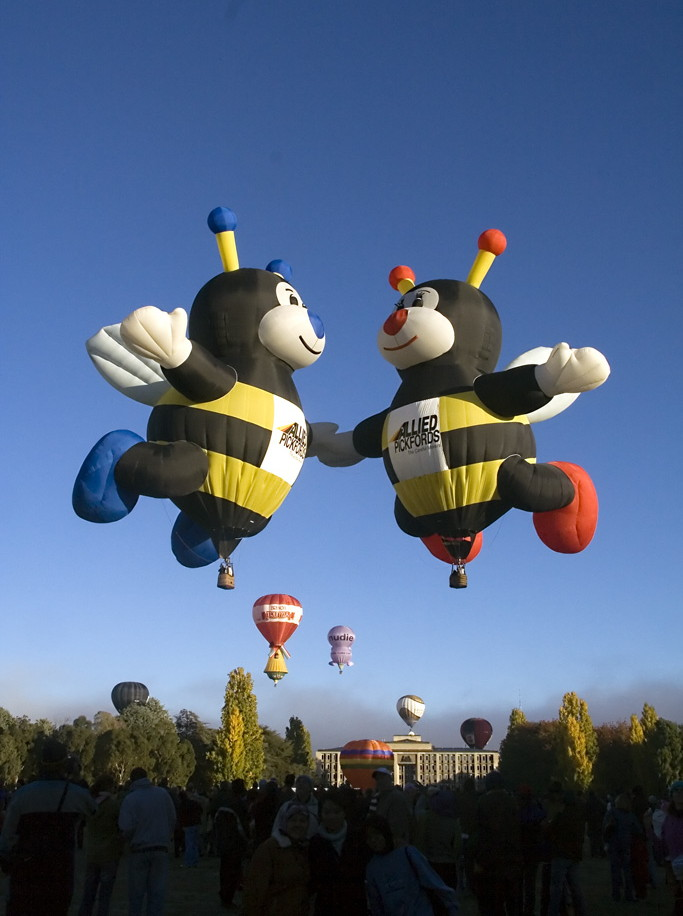
Balões de ar quente com formato de abelhas.

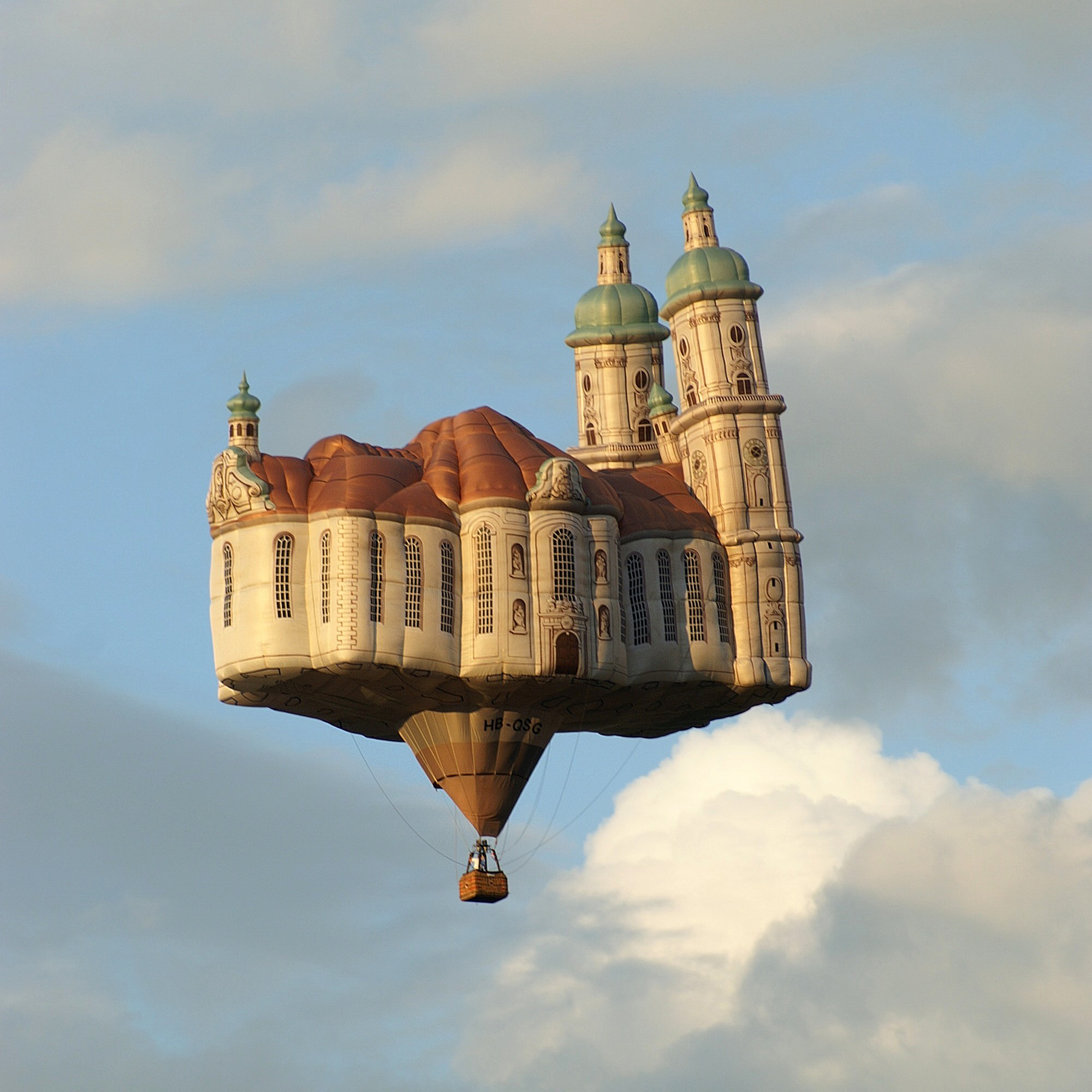
Balão de ar quente no formato de uma abadia.

O balão de ar quente é o mais velho veículo aéreo da história da humanidade. O primeiro voo controlado de um balão de ar quente foi levado a cabo pelos franceses Jean-François Pilâtre de Rozier e François Laurent d'Arlandes no dia 21 de novembro de 1783, em Paris, num balão criado pelos irmãos Montgolfier.
É um aeróstato que consiste num grande compartimento denominado envelope, que sustém o ar quente no seu interior. Por baixo do envelope, suspenso, encontra-se o cesto (em voos de longa distância ou de grande altitude, o cesto pode ser substituído por uma cápsula), que serve para carregar tripulantes e diversos materiais. Entre ambos, é instalado um ou mais aparelhos frequentemente referidos como "queimadores", que fazem uso de botijas de gás propano, aquecendo o gás acima dos 100 graus Celsius, para produzir uma fonte de calor ou uma chama, que enche o envelope com uma quantidade de gás mais quente e leve que o ar frio no exterior, o que permite ao aparelho ficar mais leve que o ar.
Assim como qualquer aeronave, os balões de ar quente não podem voar para além da atmosfera. Diferentes dos balões a gás, o envelope não tem que ficar selado em baixo. Na actualidade, em desportos de balões de ar quente, o envelope é feito de nylon e, na extremidade próxima ao queimador, é feito de um material à prova de incêndio como, por exemplo, o nomex.
Tendo começado a generalizar-se e a serem produzidos durante a década de 1970, os envelopes destes balões têm sido construídos com todos e quaisquer tipo de formatos, como foguetes, marcas comerciais em 3D e edifícios, embora o formato tradicional continue a ser o mais popular, o de um balão.

## História

### Os primórdios do balonismo

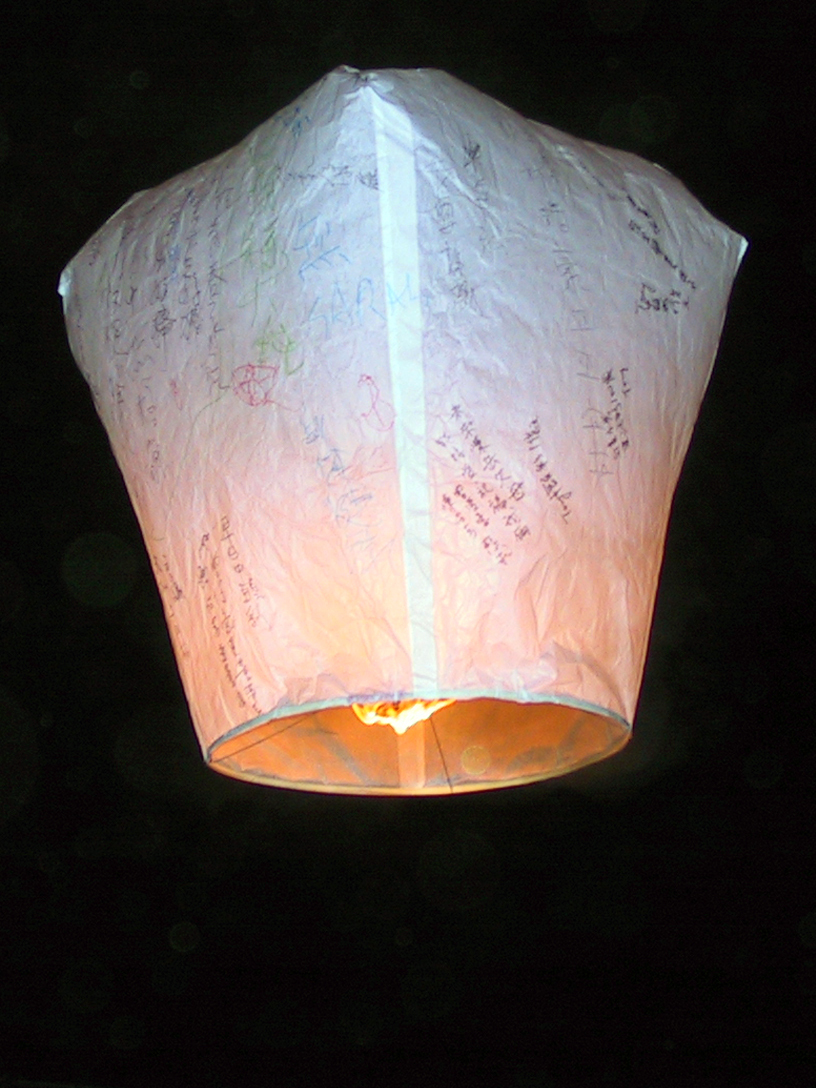
Um Balão de papel, a forma mais antiga de balão de ar quente.

Os primeiros balões de ar quente foram construídos e usados na China. Zhuge Liang, do reino de Shu Han, durante a Era dos Três Reinos (220-280 d.C.), usou pequenas lanternas para emitir sinais de propósito militar. Estas lanternas são conhecidas por lanternas Kongming. Existe também alguma especulação sobre uma demonstração, levada a cabo pelo balonista britânico Julian Nott, no final da década de 1970 e novamente em 2003, que balões de ar quente tetraédricos poderão ter sido usados como um auxílio na construção das famosas linhas de Nazca, que foram criadas pela cultura Nazca, do Peru, entre 400 e 600 d.C. Na Europa, o primeiro voo documentado de um balão de ar quente foi realizado por Bartolomeu de Gusmão, que no dia 8 de Agosto de 1709, em Lisboa, conseguiu fazer com que o aparelho, de 4,5 metros, se elevasse no ar, à frente do então Rei de Portugal D. João V e de sua corte.

### O primeiro voo tripulado

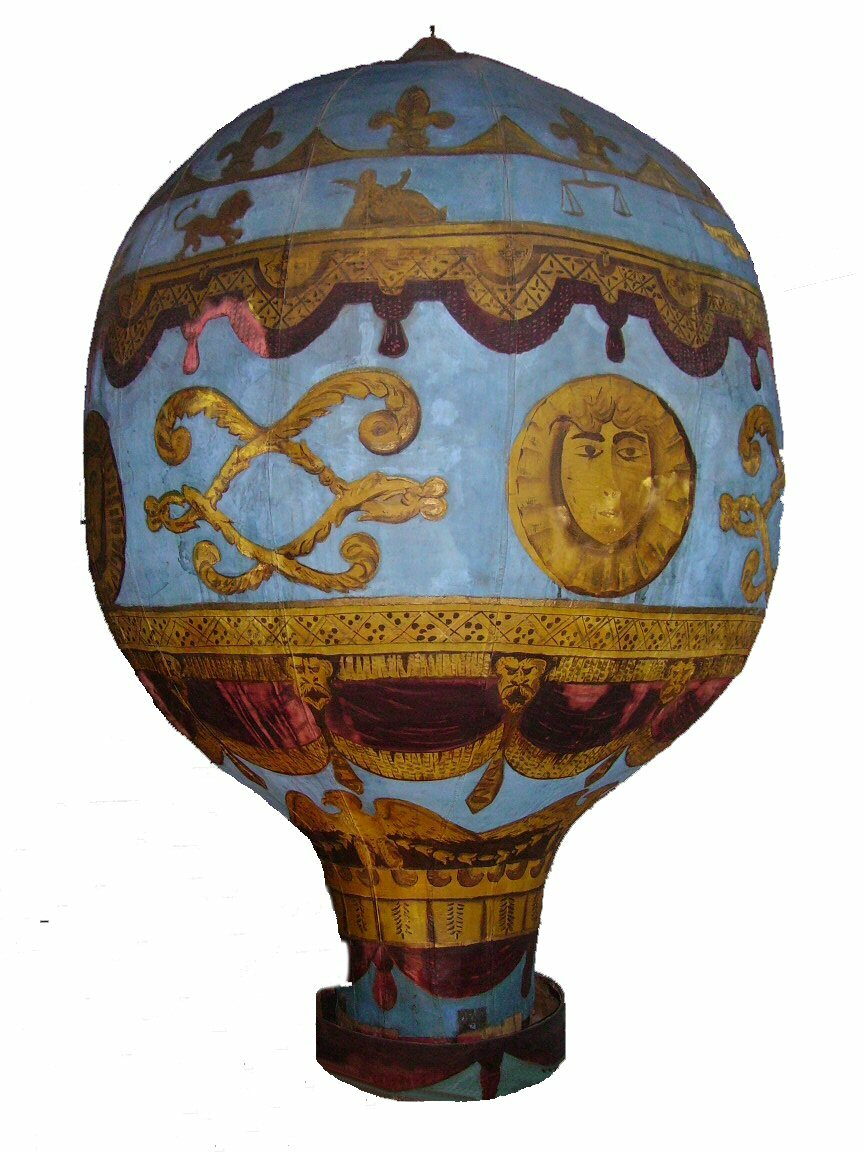
Um modelo do balão dos irmãos Montgolfier no Science Museum (Londres).

Os irmãos Joseph-Ralf e Jacques-Étienne Montgolfier descobriram que o fumo de uma fogueira fazia insuflar um saco de seda. Então, a 5 de Julho de 1783, desenvolveram um balão de ar quente em Annonay, Ardeche, em França, realizando um voo não tripulado que durou 10 minutos. Depois de várias experiências com balões não tripulados, e voos com animais, a 19 de Setembro, em que puseram um carneiro, um pato e um galo a bordo do balão para analisar o efeito da altitude sob os animais, o primeiro voo num balão com seres humanos como tripulantes, com uma corda a prender o balão ao solo, foi realizado no dia 15 de Outubro de 1783, por Pilatre de Rozier tornando-se o primeiro ser humano a ascender em direcção ao céu, alcançando uma altitude de 24 metros, ou seja, o comprimento máximo que a corda lhe permitia ascender. O primeiro voo livre com passageiros humanos foi realizado umas semanas mais tarde, no dia 21 de Novembro de 1783. O Rei Luis XVI decretou que criminosos condenados seriam os primeiros pilotos, porém de Rozier, juntamente com Marquis François d'Arlandes, fez uma petição para terem a honra de serem os primeiros pilotos, honra essa que lhes foi concedida. O primeiro uso de um balão de ar quente com propósitos militares ocorreu em 1794, durante a Batalha de Fleurus, quando os franceses usaram o balão l'Entreprenant para observação do campo e do inimigo.

### Na actualidade

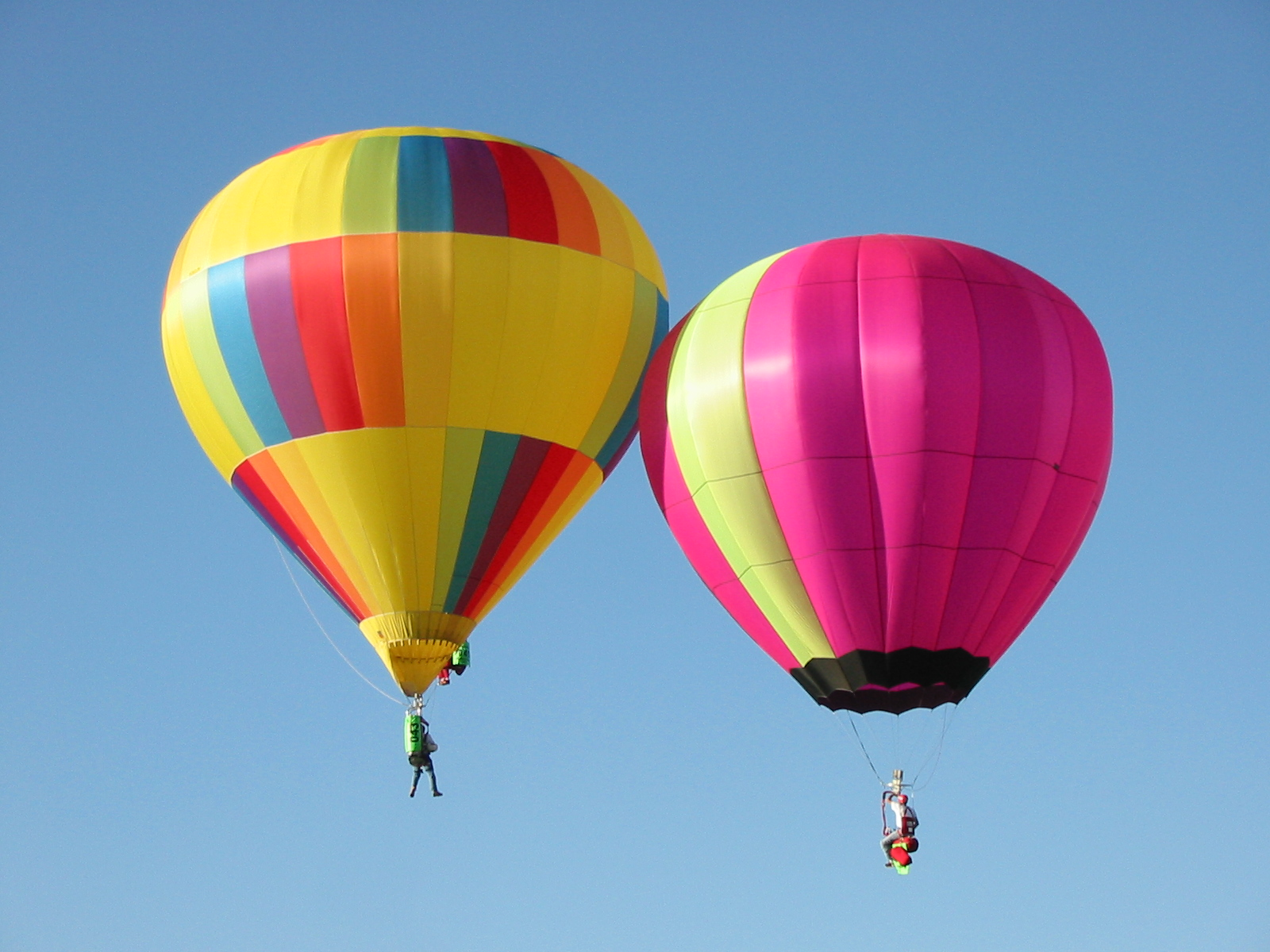
Um par de balões Hopper.

Os balões de ar quente modernos, com uma fonte de forte de calor própria, foram desenvolvidos por Ed Yost no início da década de 1950; o seu trabalho resultou no seu primeiro voo bem-sucedido, no dia 22 de outubro de 1960. O primeiro balão moderno a ser construído no Reino Unido foi o Bristol Belle, construído em 1967. Actualmente, a maioria dos balões de ar quente são usados para efeitos recreativos. São capazes de alcançar uma grande altitude. No dia 26 de novembro de 2005, Vijaypat Singhania estabeleceu um recorde de altitude com um balão de ar quente, alcançando uma altura de 21 027 metros. Descolou de Mumbai, na Índia, a pousou 240 quilómetros a sul, em Panchale. O anterior recorde era de 19 811 metros, alcançado por Per Lindstrand, a 6 de julho de 1988 em Plano, no Texas.

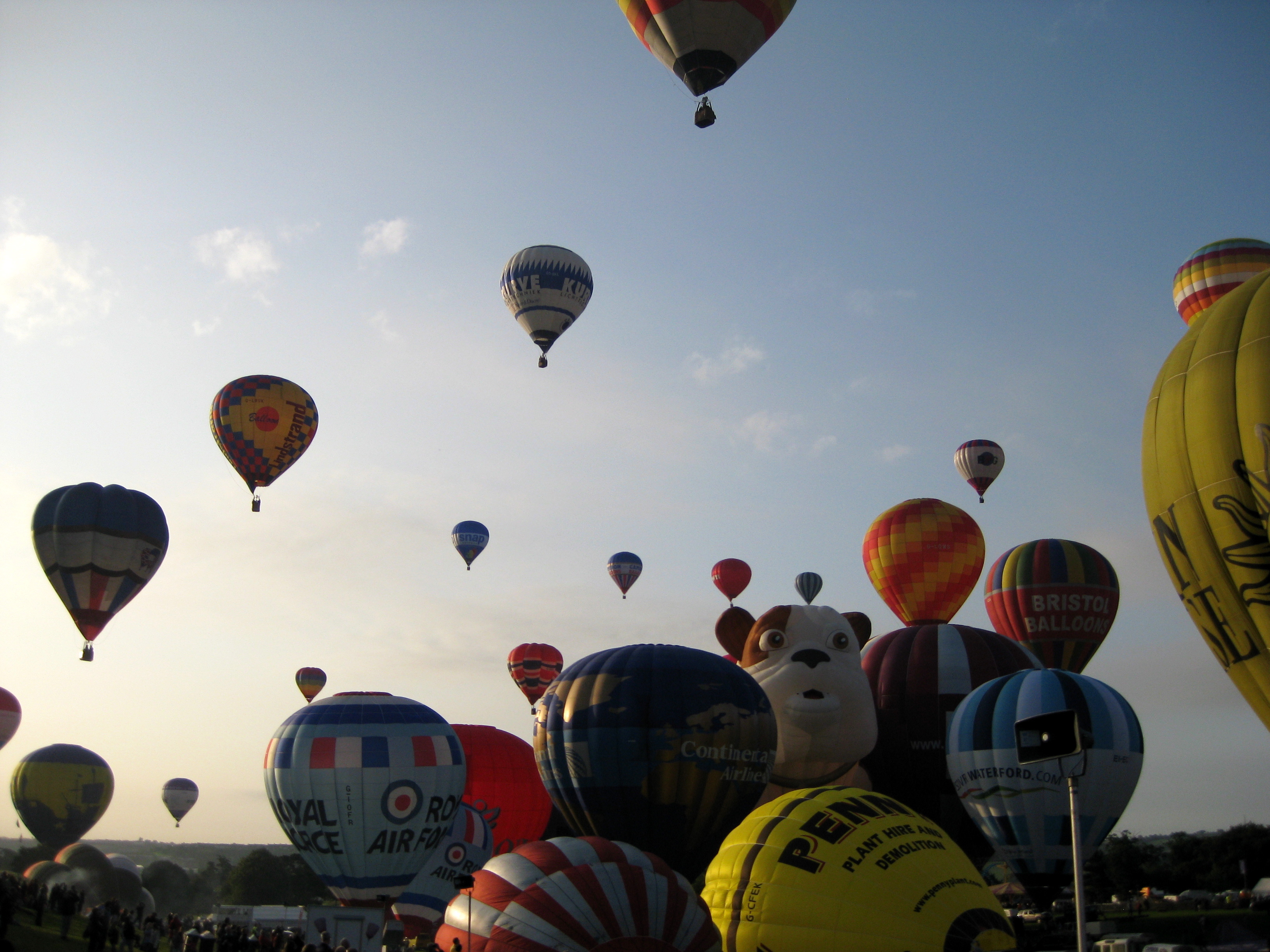
Festival de balonismo.

A 15 de Janeiro de 1991, o balão Virgin Pacific Flyer efectuou o mais longo voo de um balão de ar quente, onde Per Lindstrand (nascido na Suécia mas residente no Reino Unido) e Richard Branson, do Reino Unido, voaram 7 671,91 quilómetros do Japão até ao norte do Canadá. Com um volume de cerca 73 600 metros cúbicos (ou seja, 2,6 milhões de pés cúbicos: cerca de 30 vezes maior que um balão de ar quente normal),
 o envelope do balão foi o maior alguma vez construído para um aparelho de ar quente. Desenvolvido para voar nas correntes de jato, o Pacific Flyer registou a mais rápida velocidade de solo alcançada por um balão de ar quente: 390 km/h. A duração mais longa de um voo de balão foi realizada pelo psiquiatra suíço Bertrand Piccard (neto de Auguste Piccard) e Briton Brian Jones, a bordo do balão Breitling Orbiter 3. Foi a primeira viagem sem paragens à volta do mundo num balão de ar quente. O balão descolou de Château-d'Oex, na Suiça, no dia 1 de março de 1999 e pousou às 01 h 02 min do dia 21 de março no deserto egípcio, 480 quilómetros a sul de Cairo. Os dois tripulantes ultrapassaram os recordes em distância e duração, viajando durante 19 dias, 21 horas e 55 minutos.
Steve Fossett alcançou o recorde de viagem mais rápida à volta do mundo, a 3 de julho de 2002, realizando-a em 13 dias.
https://www.latimes.com/archives/la-xpm-1991-01-23-sp-638-story.html
O aventureiro russo Fedor Konyoukhov bateu em 23 de julho de 2016 o recorde da volta ao mundo em balão de ar quente ou em solitário. A sua viagem demorou 11 dias, menos dois do que o recorde anterior, de Steve Fosset.

## Construção
Um balão de ar quente de voo tripulado faz uso de um enorme "saco" denominado envelope, com uma abertura da parte inferior chamada de boca ou garganta. Preso ao envelope está o cesto, ou gondola, para transportar os passageiros. Montado por cima do cesto e centrado com a garganta do envelope, encontra-se o queimador, que produz uma fonte de calor ou uma chama, que aquece o ar no interior do envelope. O queimador usa gás propano, um gás líquido que é armazenado em botijas.

### Envelope
Os balões de ar quente, na actualidade, fazem uso de materiais como o nylon ou politereftalato de etileno (um poliéster). Durante o processo de fabrico, o material é cortado em painéis e costurado ao longo de fitas, que sustentam e distribuem o peso do cesto. As secções individuais, que se estendem da garganta até à coroa (topo do envelope), são conhecidas como nesgas (pequenas porções de espaço). Um envelope pode ser composto por quatro nesgas, vinte e quatro, ou até mais.

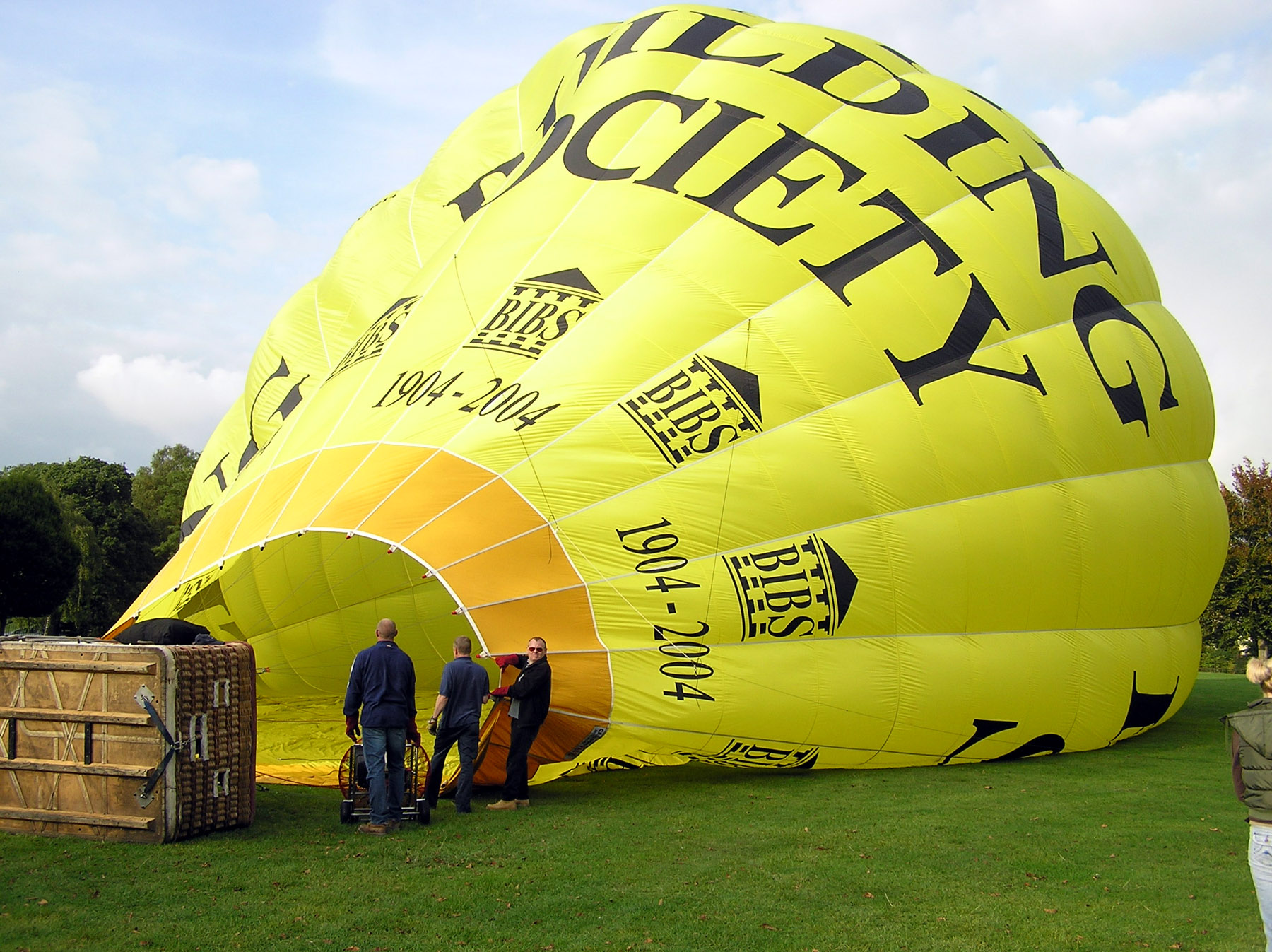
Um balão de ar quente a iniciar-se para um voo.

Os envelopes frequentemente têm uma peça que se situa no centro da coroa, feita de metal ou alumínio, de aproximadamente 30 centímetros de diâmetro, que podem suster algum tipo de peso ou simplesmente para auxiliar o equilíbrio do envelope e das suas fitas. À volta do centro da coroa, encontra-se a válvula de ventilação, que está ligada ao cesto através de um conjunto de cordas que, quando controladas pela tripulação, permitem que o ar quente no interior do envelope saia pelo topo em momentos controlados, fazendo com que seja possível determinar quando o balão sobe e quando desce.

#### Costuras
A técnica mais comum de costurar as diferentes secções e nesgas, que compõem o envelope, é conhecida como costura de dupla volta. O material é dobrado sobre si e cosido com duas filas de costura paralelas. Outros métodos de costura incluem um em que o material não é dobrado e outro que as costuras são em zig zag.

#### Revestimento

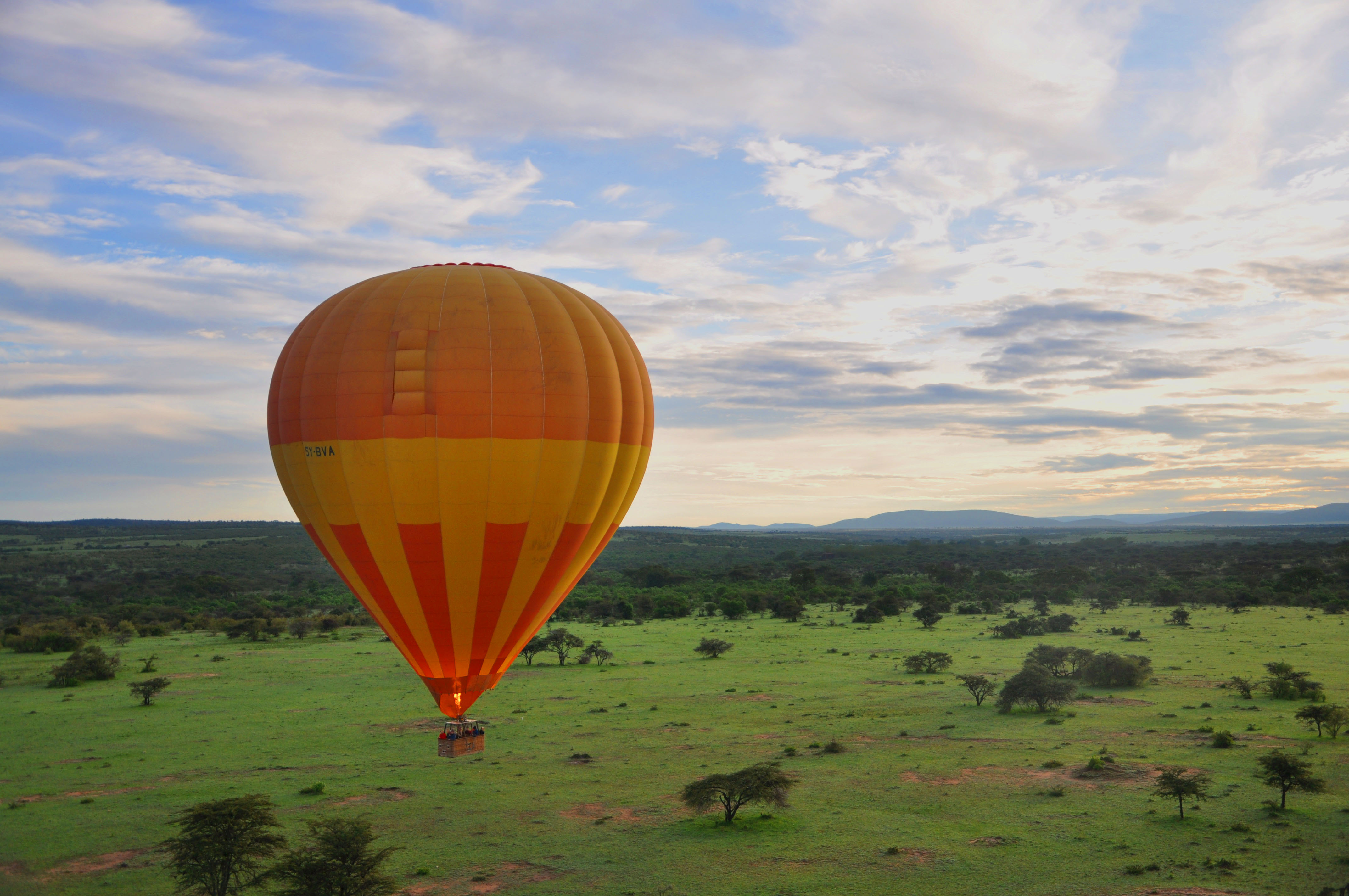
Um safari de balões de ar quente em Masai Mara.

O tecido pode ser revestido com um selador, como o silicone ou o poliuretano, que fazem com que o envelope seja impermeável ao ar. Frequentemente, a degradação deste revestimento e a correspondente perda de impermeabilidade do envelope que gera o motivo do fim de vida de um envelope. O calor, a humidade e o desgaste de montagem e desmontagem do aparelho são os principais motivos para a degradação do revestimento. Assim que um envelope fica demasiado poroso para voar, deixa de ser usado no balonismo e, com alguma frequência, é usado como o material para criar plataformas insufláveis onde as crianças brincam. Para solucionar o problema, diversos produtos para re-impermeabilizar estão a tornar-se disponíveis comercialmente.

#### Tamanho e capacidade
Existe uma grande variedade de tamanhos de envelopes. Os menores, capazes de transportar apenas uma pessoa, sem cesto, conhecidos por Hoppers, têm apenas 600 metros cúbicos de volume; para uma esfera perfeita, o raio seria de 5 metros. No outro extremo da escala, os balões comerciais publicitários ou de recreio podem levar mais do que 12 passageiros, com um envelope de 17 000 metros cúbicos de volume. Os mais populares têm cerca de 2 800 metros cúbicos e levam entre três a cinco passageiros.

#### Ventilação
O topo de um balão de ar quente geralmente tem algum tipo de sistema de ventilação, providenciando ao piloto controlar a quantidade de ar quente no interior do envelope, fazendo com que o balão suba ou desça. Alguns balões têm ventilação lateral, que permite ao balão rodar sobre si mesmo. Este sistema de ventilação é útil para balões com um cesto rectangular, facilitando o alinhamento para o pouso.

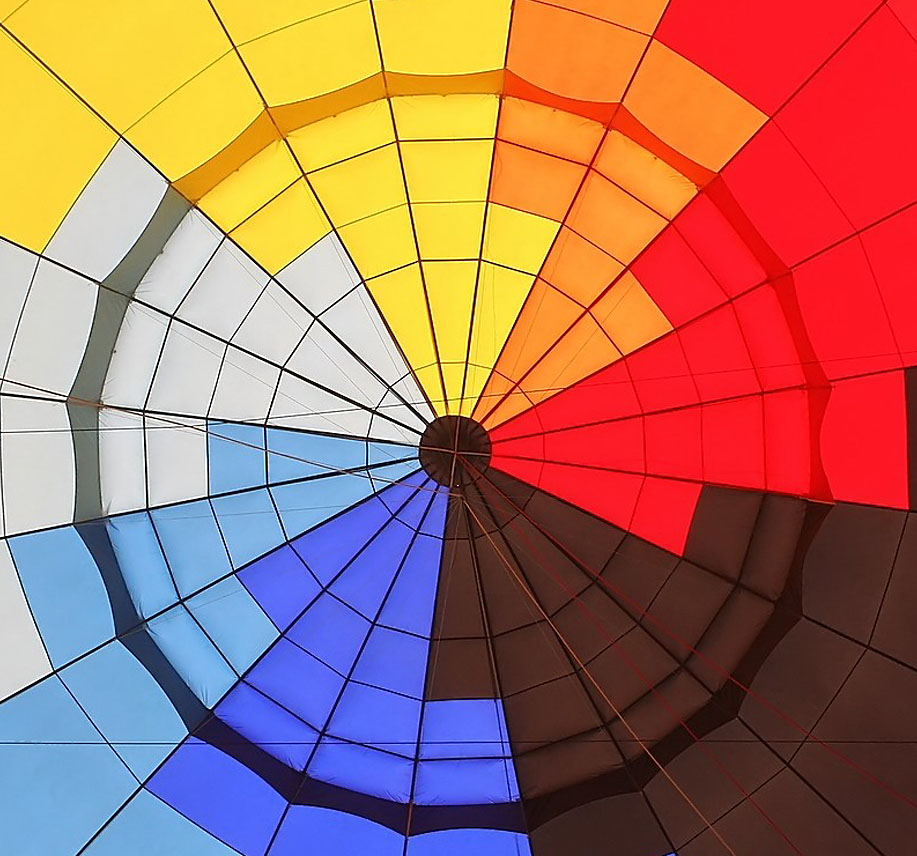
A válvula de paraquedas no topo do envelope, visto a partir da boca do envelope.

O tipo mais comum de ventilação é uma em formato de disco, denominado de Ventilação de Paraquedas, inventada por Tracy Barnes. O dispositivo está conectado a toda a volta ao corpo do envelope, com pequenas secções de ventilação que convergem para o centro (a disposição do dispositivo e das secções de ventilação dão a aparência de um paraquedas, daí o nome). Estas secções de ventilação estão conectadas a cordas de controlo que vão até ao cesto. Conforme as cordas são puxadas, as secções de ventilação abrem-se. Assim que uma corda é largada, a pressão do ar dentro do balão faz com que as secções sejam empurradas para cima, fechando-as. A ventilação de paraquedas é aberta para se iniciar uma descida rápida (uma descida lenta é efectuada deixando o ar dentro do envelope arrefecer naturalmente). A ventilação de paraquedas é puxada na totalidade após o pouso do balão, fazendo com o envelope perca todo o seu ar quente e caia no chão. Um tipo mais antigo, porém ainda em uso, é a Ventilação de Velcro. Este tipo também tem o formato de um disco e está presente no tipo do envelope. Contudo, em vez de tem secções de ventilação que são abertas e fechadas consoante a vontade do piloto, o ventilador é composto por um sistema de "gancho e laço", como o velcro, e é apenas aberto no final do voo. Os balões equipados com Ventilação de Velcro têm frequentemente um segundo sistema de ventilação, para permitir ao piloto manobrar o balão, que geralmente é uma ventilação lateral. Outro tipo de design é a Ventilação Inteligente que, em vez de baixar o tecido do disco para dentro do envelope, como acontece na Ventilação de Paraquedas, reúne o tecido no centro da abertura. Este sistema pode ser usado para manobras durante o voo, porém é mais usada como um método de rápida deflação depois do pouso do balão, sendo muito valiosa quando a deflação ocorre num terreno com muito vento. Outros designs, como os sistemas de Pop Top e Multi Ventilação, têm cindo a surgir para atender à necessidade de rápida deflação do envelope, no entanto o sistema de paraquedas continua a ser o mais popular devido à dupla utilizado durante o voo e após o pouso.

#### Formato
Para além de formatos especiais, muitas vezes com o propósito de fazer publicidade, existes diversas variações do formato tradicional do balão. A mais simples, comumente usada por amadores ou pessoas que, em sua própria casa fabricam balões de ar quente, é o formato de uma esfera no topo de um cone truncado. Designs mais sofisticados tentam diminuir o stress geométrico do envelope, com diferentes graus de sucesso dependendo da harmonização entre o tipo de material do envelope e a pressão do ar dentro do mesmo. Este formato simples pode ser referido como um formato natural. Alguns balões especializados são desenhados para minimizar o arrasto aerodinâmico (em sentido vertical), para melhorar a performance em competições.

### Cesto

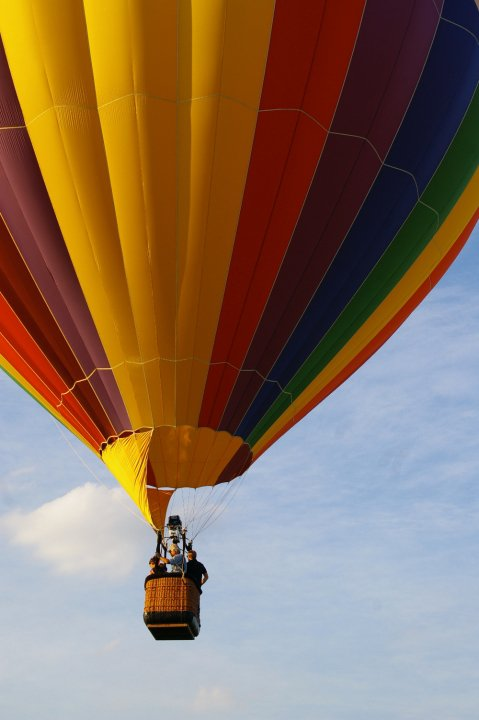
O cesto de um balão de ar quente durante um voo.

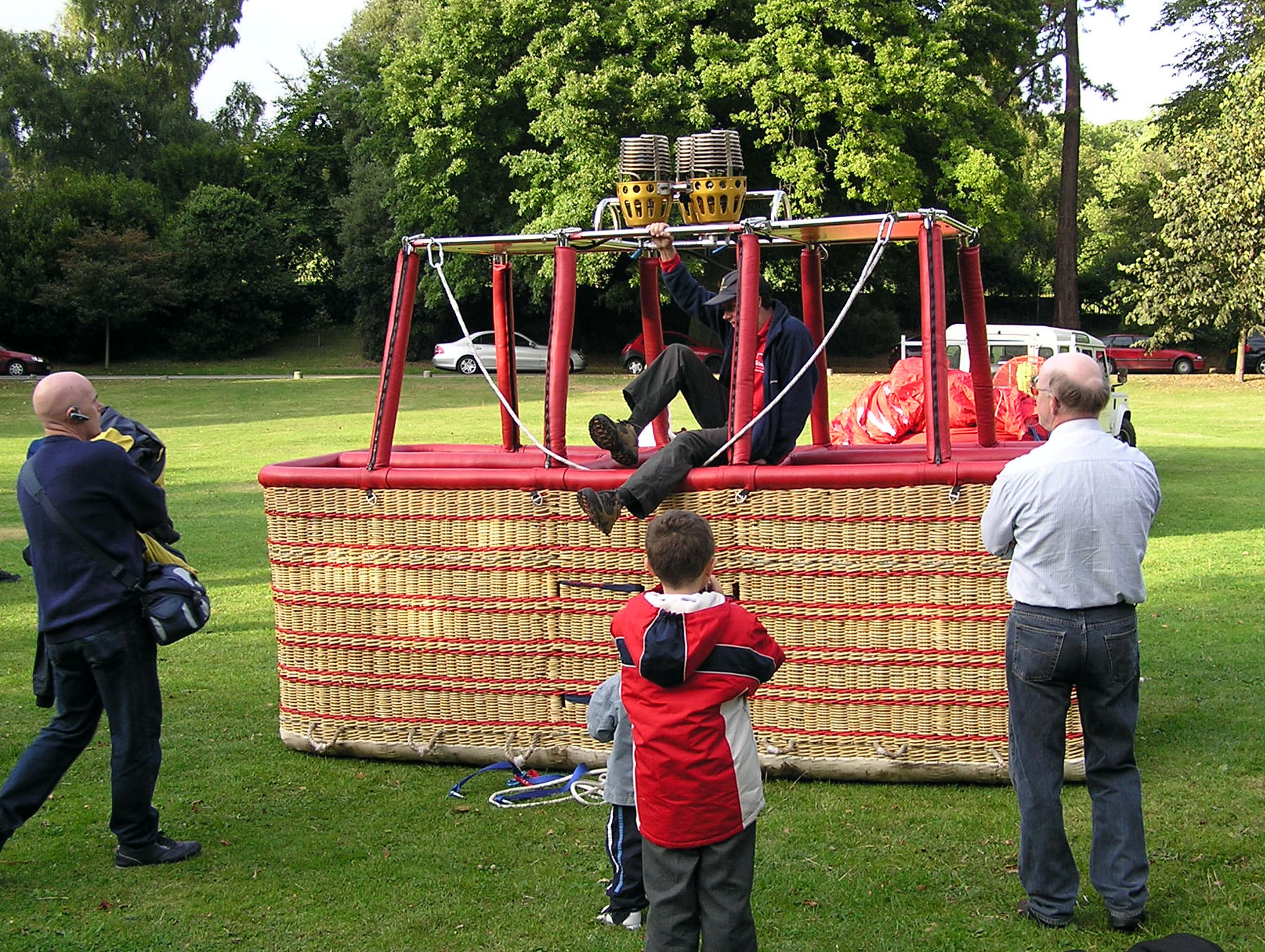
Um cesto com capacidade para 16 passageiros.

Os cestos são frequentemente compostos por vime ou canas. Estes materiais têm provado ser, ao longo do tempo, resistentes o suficiente, leves, fortes e com uma duração sustentável de acordo com a esperança média de vida conforme o uso do próprio balão. Os cestos são muitas vezes rectangulares ou triangulares. O seu tamanho varia entre a capacidade de passageiros, havendo cestos que podem levar duas pessoas e outros até trinta. Cestos maiores frequentemente possuem divisões internas, que servem como reforço estrutural e para compartimentar os passageiros e seu peso. Pequenos furos podem ser projetados nos cestos, como firma-pés, para facilitar o embarque e desembarque de passageiros.  Existem alguns que são feitos de alumínio, compostos por uma fibra que pode ser desmontável, para reduzir o peso e dinamizar o transporte. Estes são usados normalmente por pilotos que voam sem a ajuda de uma tripulação de terra, ou por quem está a tentar estabelecer novos recordes de altitude, de duração de voo ou de distância percorrida. Outros tipos de cestos incluem cestos totalmente fechados, usados normalmente em viagens à volta do mundo.

### Queimador

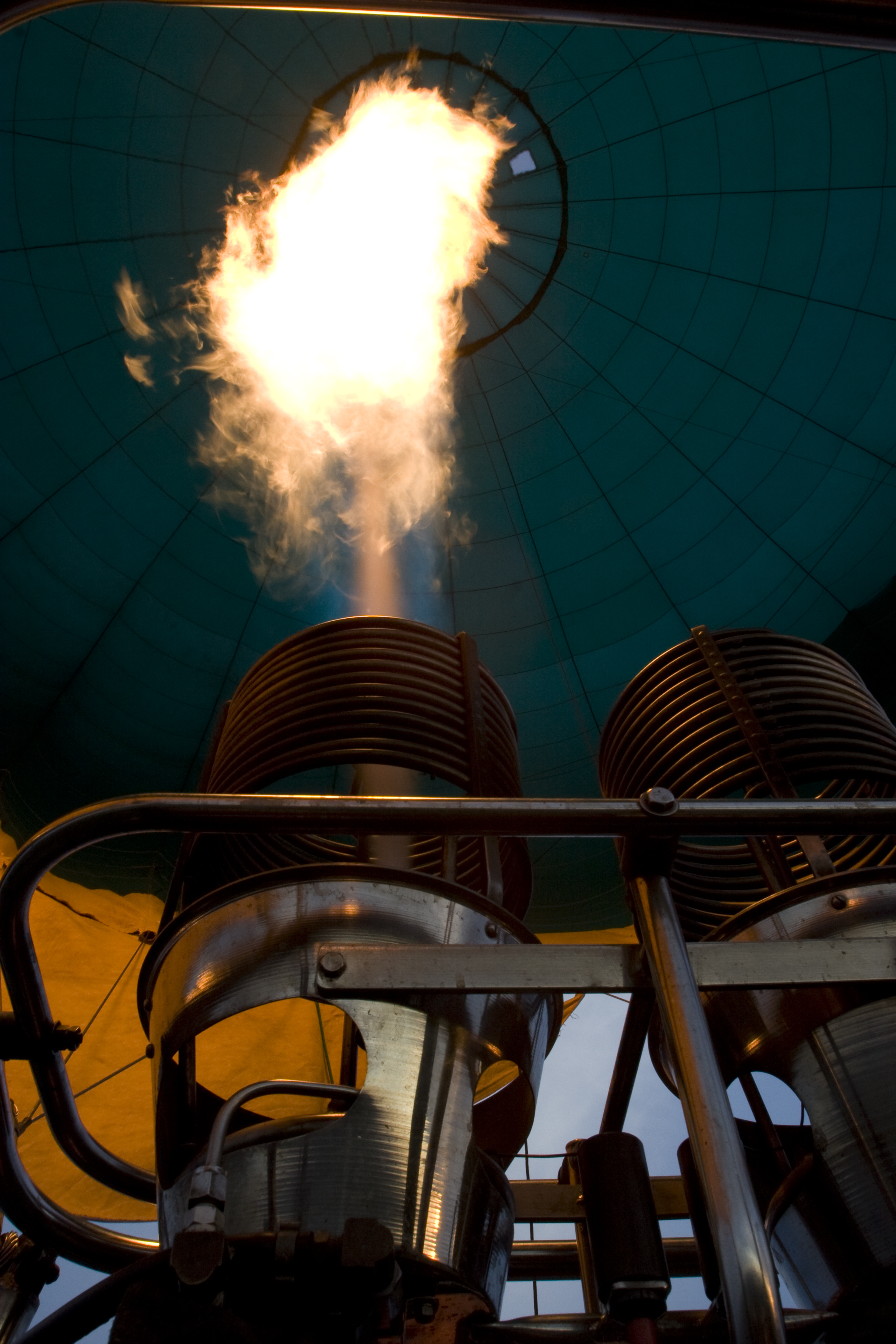
Um queimador com a chama direccionada para dentro do envelope.

O queimador é um dispositivo que transforma o combustível, por exemplo o propano, de líquido para o estado gasoso, mistura-o com ar, incendeia a mistura e direcciona a chama em direcção à "boca" do envelope. Os queimadores variam de acordo com a sua potência, sendo esta variável conforme o peso do envelope e a distância a ser percorrida. O piloto acciona o queimador através da abertura da válvula de propano, conhecida por "válvula de explosão". Esta válvula pode ter um dispositivo que a fecha sozinha ou pode ser encerrada manualmente pelo piloto. O queimador também tem uma chama piloto, que inicia a combustão do ar e do gás. Esta chama pode ser acendida através de um aparelho ou pelo próprio piloto, com recurso a um isqueiro ou a um aparelho que provoca uma faísca.
Quando mais do que um queimador é usado, o piloto pode usar apenas um ou os dois ao mesmo tempo, dependendo do calor que queira criar. Cada queimador é caracterizado por uma bobina de metal que está ligada a um tubo, onde o gás é aquecido para passar do estado líquido para o estado gasoso. O queimador pode estar suspenso por baixo da boca do envelope ou rigidamente preso sob o cesto; além destas duas opções de instalação, pode ainda estar montado num dispositivo de suspensão cardan, que permite ao piloto direccionar a chama e evitar que uma determinada parte do envelope aqueça demasiado. O queimador pode ainda ter uma válvula de propano secundária, que expele o gás mais devagar e, por isso, gera um som diferente que a distingue; é usada quando um balão de ar quente voa próximo a animais ou habitações, minimizando a possibilidade de assustar algo ou alguém. Gera também uma chama mais amarelada e pode ser usada de noite, pois a característica da sua chama amarela ilumina melhor o interior do envelope do que a chama normal.

### Tanques de combustível
Os tanques de propano são normalmente compostos por uma forma cilíndrica, com uma válvula numa extremidade para alimentar o queimador e para ser reabastecido. Podem também estar equipados com um medidor de combustível e um medidor de pressão. A capacidade mais comum de um tanque de combustível varia entre os 38 l, 57 l e 76 l. Podem também ficar dispostos numa posição horizontal ou vertical, e podem ser instalados dentro ou fora do envelope.
A pressão necessária para forçar o combustível através do tubo em direcção ao queimador pode ser auxiliada ao inserir outro gás no interior, como o nitrogénio. Os tanques podem ainda ser pré-aquecidos, o que facilita a transição do estado líquido para o estado gasoso. Quando isto acontece, normalmente os tanques são envoltos numa manta térmica para preservar o calor.

### Instrumentação
Um balão de ar quente pode estar equipado com uma variedade de instrumentos que auxiliam o piloto a orientar-se. Na maior parte dos casos, o piloto está equipado com um altímetro, um indicador de velocidade de subida e descida (chamado variômetro), e um dispositivo que mede a temperatura do ar dentro e fora do envelope. Nos últimos anos, um GPS também tem sido útil para indicar a velocidade de deslocamento e a direcção.

## Funcionamento

### Criação de sustentação

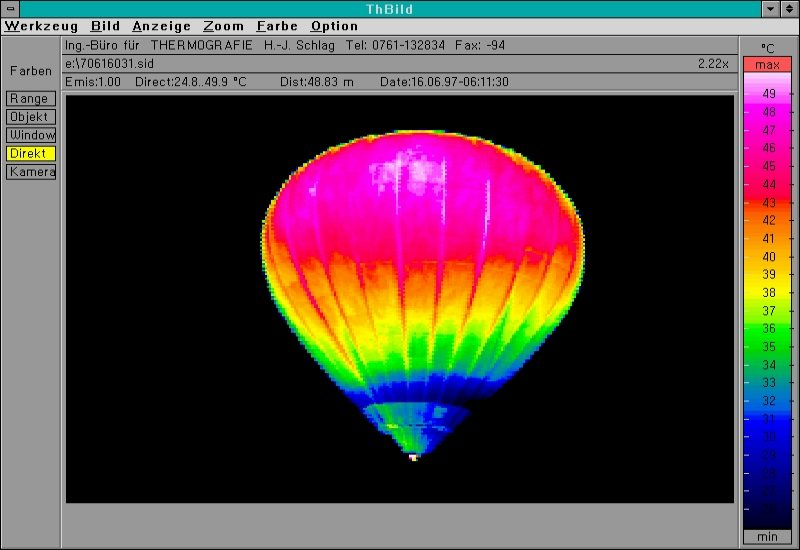
Imagem térmica que mostra as diferentes temperaturas do ar dentro do envelope.

Aumentar a temperatura do ar dentro do envelope faz com que o mesmo fique menos denso que o ar no exterior do envelope. Devido a este efeito, o balão "flutua". Esta força é exactamente a mesma que é exercida aos objectos quando se encontram na água, e pode-se descrever como impulsão. A quantidade de impulsão resulta da diferença entre a temperatura interior e exterior. Para a maior parte dos envelopes de nylon, a temperatura máxima do ar seu interior é de 120 graus Celsius.
É de referir que a temperatura em que o nylon começa a derreter é muito superior 120 °C, porém temperaturas superiores a esta provocam o enfraquecimento da fibra muito mais depressa do que o normal. Com uma temperatura máxima de operação a 120 °C, os envelopes podem ser pilotados durante um período de entre 400 horas e 500 horas, após as quais as fibras precisam de ser substituídas por motivos de segurança.
A ascensão, ou elevação, gerada por 12 831,7 m³ de ar seco aquecido, em várias temperaturas, pode ser calculado, conforme apresenta na tabela:
| Temperatura do ar | Densidade do ar | Massa do ar          | Ascensão gerada    |
| ----------------- | --------------- | -------------------- | ------------------ |
| 68 °F, 20 °C      | 1,2041 kg/m³    | 7 517 lb, 3 409,7 kg | 0 lb, 0 kg         |
| 210 °F, 99 °C     | 0,9486 kg/m³    | 5 922 lb, 2 686,2 kg | 1 595 lb, 723,5 kg |
| 250 °F, 120 °C    | 0,8978 kg/m³    | 5 606 lb, 2 542,4 kg | 1 912 lb, 867,3 kg |
A densidade do ar a 20 °C é de 1,2 kg/m³. A impulsão para um balão de 2832 m³ aquecido a 99 °C será de 723,5 kg. Isto será exactamente o suficiente para o balão não pesar quase nada. Para o mesmo descolar, precisaria de uma temperatura ligeiramente maior. Na realidade, o ar dentro do envelope não se encontra todo na mesma temperatura, tal como a imagem térmica à direita mostra.
Nas condições atmosféricas típicas (com uma temperatura a 20 °C), um balão de ar quente aquecido a 99 °C precisa de 3,91 m³ de volume de envelope para levantar 1 kg. A quantidade de impulsão necessária não depende apenas da temperatura do ar no interior do envelope, mas também da temperatura externa, da altitude acima da linha do mar e da humidade do ar no exterior. Num dia quente, o balão não irá levantar com tanta facilidade como num dia frio. Além disso, por cada 1 000 metros de altitude, o balão perde 3% do seu poder de impulsão.

#### Balão Montgolfier

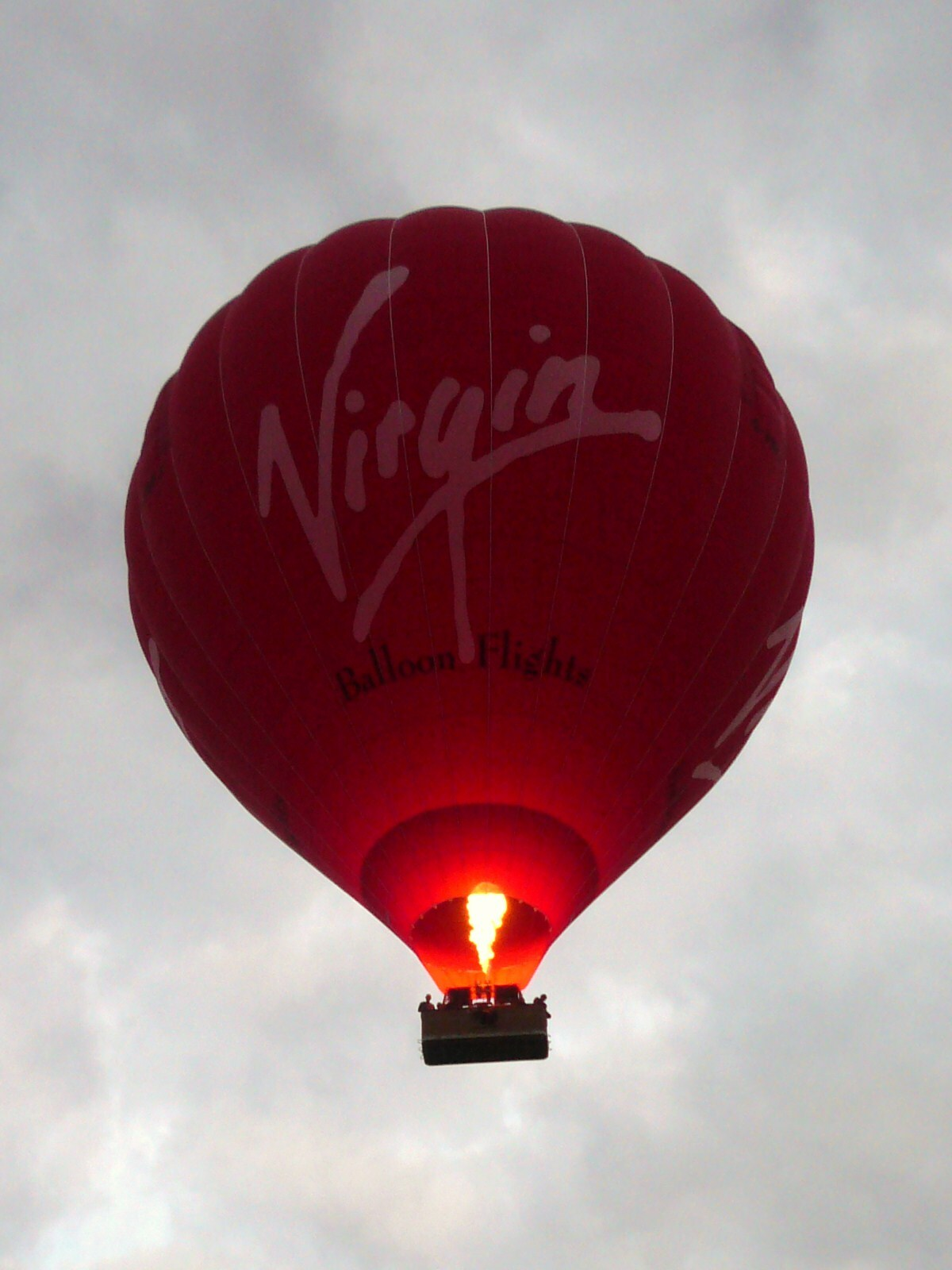
Um balão da Virgin a voar sob Cambridge.

Os balões de ar quente mais comuns são os balões Montgolfier, cujo único sistema de elevação advém exclusivamente ao aquecer o ar dentro do envelope através do queimador. Este estilo de balão foi desenvolvido pelos irmãos Montgolfier, tendo ocorrido a primeira demonstração deste tipo no dia 4 de Junho de 1783, com um voo não tripulado de 10 minutos. Mais tarde naquele mesmo ano, os irmãos efectuaram vários voos tripulados.

#### Balão hibrido
O balão Rozière de 1785, um tipo de balão híbrido, cujo nome advém do seu criador, Jean-François Pilâtre de Rozier, tem um compartimento dentro do balão onde se encontra um gás mais leve que o ar (muitas vezes hélio), assim como um cone por baixo para aquecer o ar no seu interior e também para aquecer o hélio à noite. O hidrogénio foi usado nas primeiras tentativas mas foi rapidamente abandonado devido ao efeito volátil do gás quando entrava em contacto com a chama. Todos os balões modernos do tipo Rozière usam hélio como gás.

#### Balão solar

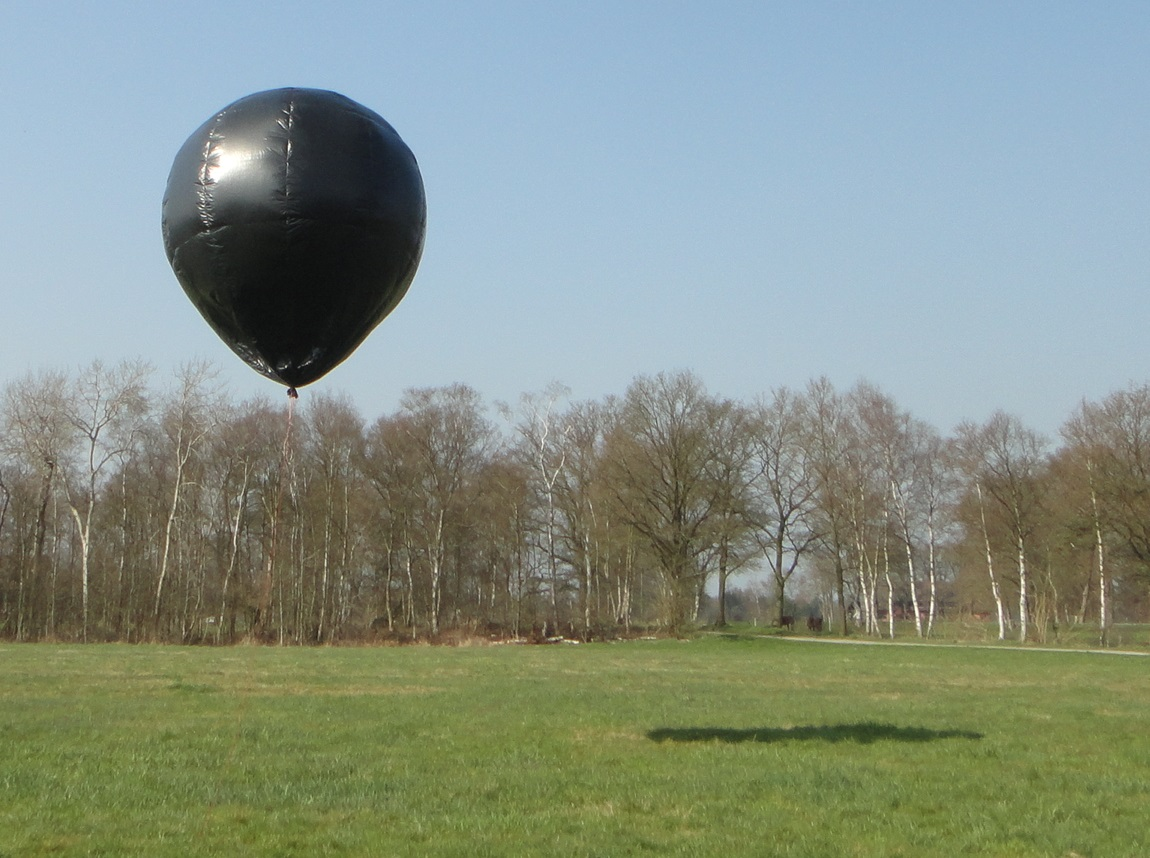
Um balão solar de 4 metros de altura.

Balões solares são balões de ar quente que usam apenas energia solar capturada pelo envelope escuro, fazendo com que o ar no seu interior aqueça.

## Equipamento de segurança
Para assegurar a segurança do piloto e dos passageiros, um balão de ar quente deve levar consigo várias peças e equipamentos de segurança.

### Cesto
Em caso de o queimador ficar com a chama apagada e em caso de o sistema de ignição não funcionar, o piloto deve ter, dentro do cesto, acesso imediato a um dispositivo que sirva de ignição para reacender a chama. Muitos sistemas, especialmente aqueles que transportam passageiros, têm várias botijas, todas ligadas pelo seu próprio cano a dois ou mais queimadores, para manter o balão seguro na eventualidade de um dos queimadores se estragar.
Um extintor também é levado no cesto, caso ocorra algum incêndio ou chama. O extintor deve ser adequado ao tipo de material que vai apagar, ao que os pilotos levam sempre 1 ou 2 kg da categoria A, B e E.
Uma linha de manejo, ou linha de queda, é outro equipamento de segurança obrigatório em muitos países. Consiste numa corda, cabo ou correia, de comprimento entre 20 metros e 30 metros, que está ligada ao cesto, com um dispositivo de libertação rápida. Quando as condições atmosféricas e o vento são calmos ou inexistentes, o piloto pode lançar este cabo para que a tripulação de terra possa guiar o balão para um local apropriado para aterrar.
Também em muitos países, nos balões comerciais, o piloto é obrigado a usar um cinto de segurança para que haja certificação de que o mesmo, sendo muitas vezes o único tripulante, se mantém a bordo.
Outros equipamentos de segurança podem incluir um estojo de primeiros socorros, uma manta resistente a altas temperaturas, uma faca forte para cortar cordas, entre outros, sendo que muitos equipamentos variam de país para país, acabando muitas vezes por ser o piloto a decidir.

### Tripulantes
A pessoa responsável por pilotar o avião deve usar, no mínimo, luvas resistentes ao calor ou às chamas. Estas luvas podem ser de couro resistente ou até mesmo de materiais mais sofisticados, como o nomex. Desta forma, o piloto poderá fechar a válvula de gás, caso ocorra uma fuga de combustível ou a existência de uma chama. Uma intervenção rápida por parte do piloto pode transformar um possível desastre num simples imprevisto. Além de luvas próprias, o piloto deve também usar roupa feita de materiais apropriados para que, na eventualidade de entrar em contacto com uma chama, esta não entre imediatamente em contacto com a pele. O uso errado de diversas fibras, à excepção das que são de uso próprio para ambientes de alta temperatura, poderão derreter e maximizar os danos na pele. Muitos pilotos também aconselham aos seus tripulantes o uso de vestuário semelhante nos braços e nas pernas, assim como calçado apropriado que reforce o tornozelo. Finalmente, em alguns balões, especialmente naqueles que têm o queimador pendurado no envelope em vez de estar rigidamente suportado no cesto, podem requerer o uso de capacetes de protecção.

### Equipa de solo
A equipa de solo que providencia apoio ao balão de ar quente deve usar luvas nas mãos sempre que possível, aquando do manuseamento das cordas. Devido à proporção e à massa do balão, um balão de tamanho médio é o suficiente para causar queimaduras, através da fricção entre a corda e as mãos, a quem tente parar ou abrandar o balão ao puxar as cordas. A equipa de solo deve também usar calças e calçado apropriado para o tipo de terreno e condições em que o balão poderá aterrar.

## Manutenção e reparação

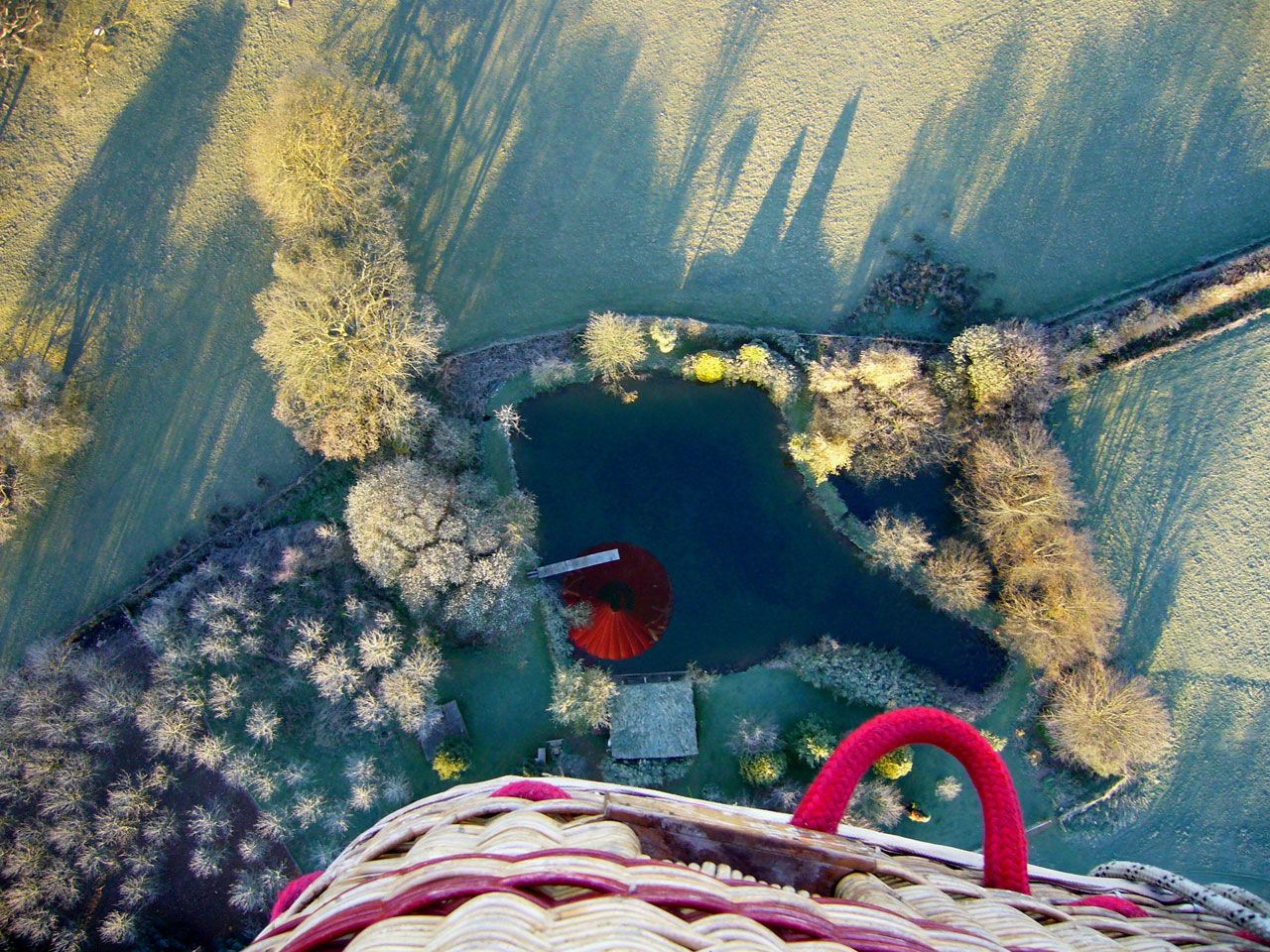
Fotografia tirada, a partir do cesto, ao reflexo do envelope num lago.

Tal como acontece com as aeronaves, os balões de ar quente necessitam manutenção constante para manter as condições mínimas de voo e não perder a sua licença de voo. Como aeronaves feitas de tecido sem controlo horizontal directo, os balões podem ocasionalmente necessitar que fissuras e rasgões sejam remendados. Enquanto algumas tarefas de manutenção podem ser realizadas pelo próprio dono ou piloto, como limpar o balão ou pintá-lo, outras operações mais complexas como cozer uns painéis aos outros, necessitam de um técnico especializado e tal operação fica registada no livrete de manutenção do balão.

### Manutenção
Para assegurar que o envelope tenha uma boa esperança de vida e cumpra sempre as condições de segurança, ele deve ser armazenado em espaços limpos e secos. Isto vai prevenir que mofo e bolor danifiquem o tecido do envelope e minimizará o contacto do mesmo com pequenos seres vivos que também o possam danificar; na eventualidade de o envelope ser usado durante um período de tempo chuvoso ou húmido, o mesmo deve ser limpo e estendido para que possa secar.
O queimador e o sistema de combustível devem ser guardados de igual modo num local seguro; contudo, embora o equipamento seja sempre tratado com cuidado, vários componentes devem ser sempre verificados e substituídos, como por exemplo mangueiras de combustível danificadas. Já o cesto pode necessitar ocasionalmente pequenas reparações, restaurações ou até mesmo reforços; caso o cesto esteja equipado com esquis ou patins, estes também deve ser frequentemente monitorizados e substituídos quando necessário.
Na maior parte do mundo, os balões de ar quente são monitorizados de acordo com um programa desenvolvido pelos próprios fabricantes, que inclui inspecções regulares (100 horas de voo ou 12 meses), independentemente de qualquer outro tipo de reparações que possam ocorrer dentro desse período. Na Austrália, os balões usados para transporte de passageiros e turistas são constantemente inspeccionados e monitorizados por oficinas especializadas e certificadas.

### Reparação
Em caso de pequenos contratempos, queimaduras, ou até fissuras e rasgões no tecido do envelope, existem remendos que podem ser aplicados ou então o painel inteiro pode ser substituído. Remendos podem ser colocados com fita adesiva, cola, costura ou mesmo uma combinação destas técnicas. Substituir um painel inteiro requer que toda a costura à volta do painel usado seja removida com cuidado, para que um novo painel, exactamente das mesmas proporções, possa ser cozido.

## Licença
Dependendo do tamanho do balão, da sua localização e da intenção de uso, os balões de ar quente e os seus pilotos precisam de cumprir regulamentações especificas:

### Em Portugal
Em Portugal, uma pessoa para se tornar num piloto de balões de ar quente necessita de receber formação, teórica e prática, sobre diversos temas que envolvem o balonismo, como a meteorologia, radiotelefonia, conhecimentos sobre materiais, entre outros, de acordo com a Circular de Informação Aerónautica (CIA) n.º 15 de 2009. Embora o curso de pilotagem possa ser tirado numa escola de aviação de aeronaves de motor, a primeira escola especialmente para pilotos de balões de ar quente em Portugal abriu portas apenas em 2012, em Fronteira, no Alto-Alentejo.

### Na Austrália
Na Austrália, os pilotos privados de balões estão associados com a Australian Ballooning Federation e tipicamente são membros de clubes regionais de balonismo. Operadores comerciais, que efectuam voos onde cobram bilhete aos passageiros ou fazem publicidade, operam sob o Air Operators Certificate da Australian Civil Aviation and Safety Authority (CASA), com a supervisão de um piloto-chefe. Existem diferentes graus de experiência antes de um piloto poder pilotar balões de maior volume. Todos os balões de ar quente têm que ser aeronaves registadas na CASA e são sujeitos a inspecções de segurança e aeronavegabilidade.

### No Reino Unido
No Reino Unido, um balão de ar quente é uma aeronave registada, como qualquer outra aeronave de asa fixa ou helicóptero. A pessoa responsável por pilotar o balão deve ter uma Private Pilot's Licence (PPL(B)) válida, que é atribuída pela Civil Aviation Authority especificamente para balonismo. Existem dois tipos de licenças para balonismo comercial: CPL(B) Restricted e CPL(B). A CPL(B) Restricted é necessária se um piloto estiver a trabalhar para uma empresa ou uma campanha publicitária e está a ser pago para pilotar. A CPL(B), por outro lado, é necessária se o piloto estiver a cobrar bilhetes para outras pessoas andarem no seu balão.

### Nos Estados Unidos
Nos Estados Unidos, um piloto de balões de ar quente deve ter consigo um Certificado de Pilotagem da Federal Aviation Administration (FAA) com a classificação de "Balão livre mais leve que o ar", e se o piloto também estiver qualificado para pilotar balões da gás, terá também a classificação de "Limitado a balões de ar quente com aquecedor em voo". Um piloto não precisa de uma licença para pilotar uma aeronave ultra-leve, porém aconselha-se que tenha algum treino, critério que também está presente em torno de alguns balões de ar quente.
Para cobrar dinheiro aos passageiros (e participar em festivais), um piloto tem que ter uma Certificação de Pilotagem Comercial. Os pilotos de balões de ar quente comerciais podem ser instrutores de voo dos mesmos. Apesar de muitos pilotos de balões voarem por puro prazer, muitos conseguem ganhar rendimento ao fazê-lo, ao ponto de se tornar uma profissão a tempo inteiro; alguns pilotam balões onde levam passageiros com eles, enquanto outros voam apenas balões publicitários.

## Fabricantes

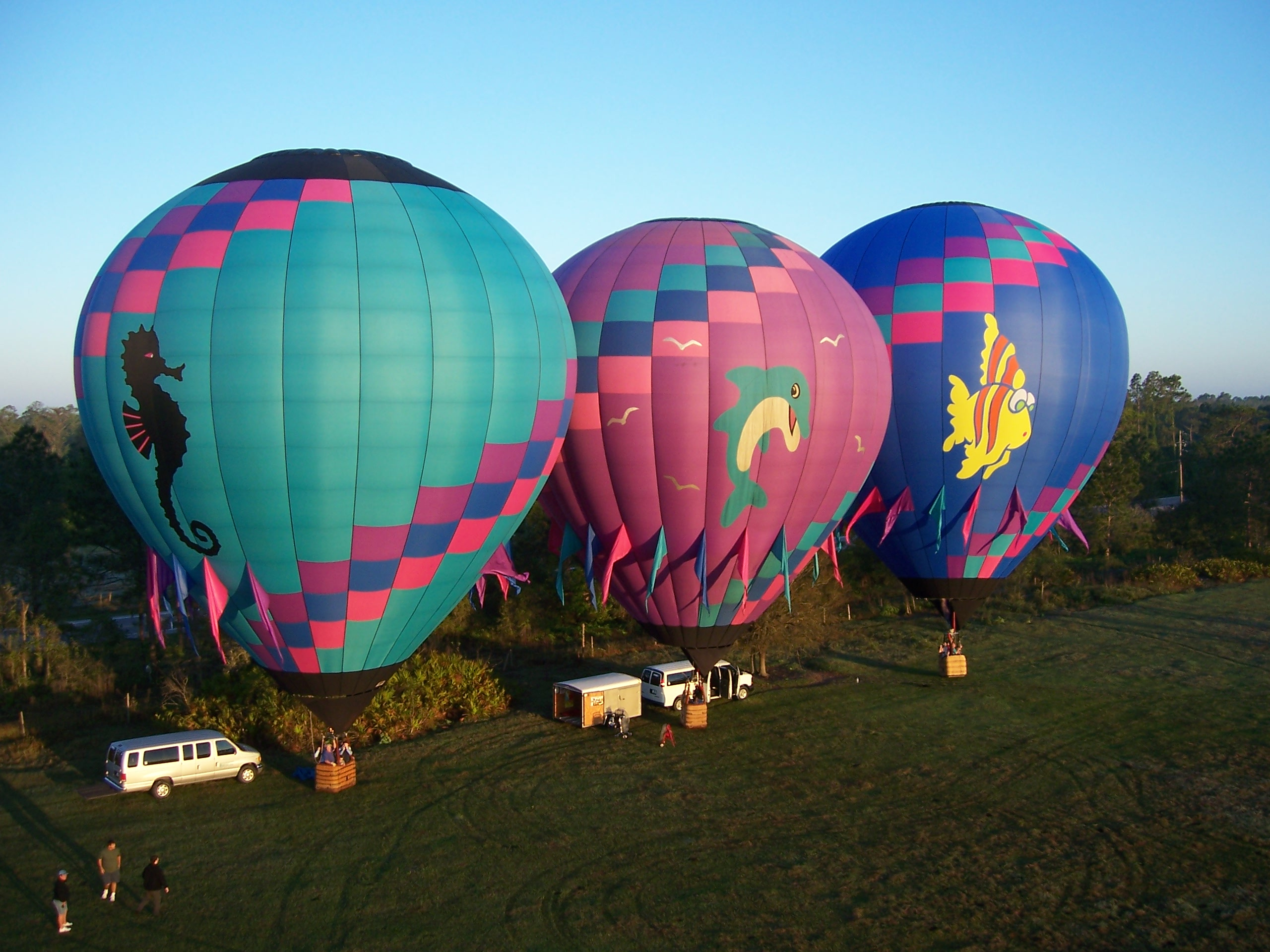
Três balões preparam-se para descolar em Orlando, na Florida.

O maior fabricante de balões de ar quente do mundo é a companhia Cameron Balloons, de Bristol, Inglaterra, que detém outras empresas como a Lindstrand Balloons e a Thunder and Colt. Estas três empresas britânicas têm criado e desenvolvido diversos balões dos mais variados formatos. Estes balões com formato pouco ortodoxo fazem uso do mesmo princípio que os balões convencionais.
Já o segundo maior fabricante do mundo, a empresa Ultramagic, com base em Espanha, produz entre 80 a 120 balões de ar quente todos os anos. Apesar de também produzir balões com formato pouco ortodoxo, esta empresa caracteriza-se pelo enorme tamanho de balões que consegue produzir, como o N-500 que consegue transportar 27 pessoas no seu cesto.
Nos Estados Unidos, a Aerostar International foi a maior fabricante de balões, até encerrar em Janeiro de 2007. Firefly Balloons, anteriormente The Balloon Works, e a Head Balloons, são exemplos de fabricantes norte-americanos. No Canadá, os maiores fabricantes são a Sundance Balloons e a Fantasy Sky Promotions. Outros fabricantes incluem Kavanagh Balloons na Austrália, Schroeder Fire Balloons na Alemanha e Kubicek Balloons da República Checa.

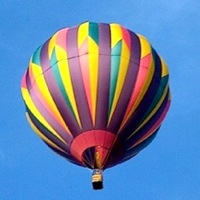
Um dos últimos balões da Aerostar International, Inc.